# Marco Sau
 (février 2023).
Si vous disposez d'ouvrages ou d'articles de référence ou si vous connaissez des sites web de qualité traitant du thème abordé ici, merci de compléter l'article en donnant les références utiles à sa vérifiabilité et en les liant à la section « Notes et références ».
Marco Sau, né le 3 novembre 1987 à Sorgono, est un footballeur international italien évoluant au poste d'attaquant au Feralpisalò en Serie C italienne. Il est surnommé "Pattolino". Comme expliqué par le joueur, ce surnom contrairement à ce que l'on pourrait croire ne vient pas du joueur Alexandre Pato mais d'une histoire datant de sa jeunesse.

## Caractéristiques techniques
Joueur sarde typique, il naît à la base comme attaquant de pointe mais ses caractéristiques physiques et sa perfection tactique additionnées à une bonne technique et vitesse et une bonne résistance font de lui une seconde pointe idéale. Il est habile dans la protection de balle et les dribbles ce qui fait de lui un poison pour les défenseurs adverses.

## Biographie

### De la Primavera de Cagliari à l'exploit de la Juve Stabia
Originaire de la ville de Tonara en pleine Barbagia, le jeune Marco joue dans le club de son village où il jouera neuf saisons consécutives. En 2000, Marco part vivre trois mois en Écosse. Durant cette période il fréquentera le club de Gourock Youth AC où il résidait et fera également quelques entraînements avec les jeunes de Livingston FC.
En 2005, il est approché par le club de son île natale, le Cagliari Calcio où il jouera deux saisons avec les équipes de jeunes. Le 18 août 2007, il est prêté au club de Manfredonia où il jouera 30 matchs pour 10 buts.
La saison suivante, il est prêté à l'Albinoleffe en échange du gardien Federico Marchetti. Avec le maillot de l'Albinoleffe, il ne marquera pas l'ombre d'un but en 18 parties jouées. Le 16 juillet 2009, le club de Lecco l'achète en copropriété avec Cagliari. Dans ce club, il collectionnera 30 apparition sous le maillot lombard avec lequel il signera 4 buts. L'année suivante, Cagliari rachète le joueur dans son intégralité et l'envoie en prêt à Foggia pour la saison 2010-2011, c'est l'année de la consécration pour Marco, il marquera à 20 reprises en 33 matchs sous la guide d'un certain Zdeněk Zeman. À la suite de cette saison virevoltante, Foggia décide d'acheter le joueur qui passe quelques semaines dans le club avant que le président de Cagliari, Massimo Cellino ne revienne sur sa décision et rachète le joueur.  
Le 31 août 2011, il est prêté à la Juve Stabia, inscrit 21 buts en 36 rencontres et termine deuxième meilleur buteur du championnat de Serie B derrière un certain Ciro Immobile, alors joueur de Pescara.  

### Le retour à Cagliari et les débuts en Serie A
À l'été 2012, Marco revient à Cagliari. Il marquera son premier but dès sa première apparition sous les couleurs rossoblù le 15 septembre durant les toutes dernières minutes du match Palermo-Cagliari terminé sur le score de 1 but à 1. Il réalise son premier doublé en Serie A le 18 novembre 2012 contre l'Inter à San Siro match fini sur le score de 2-2. Le 17 février 2013, il marquera durant le match Pescara-Cagliari son dixième but de la saison et devient ainsi le premier sarde à avoir un nombre saisonnier de buts à deux chiffres avec le maillot de l'équipe insulaire. En dernière partie de saison il fera face à quelques problèmes physiques et terminera malgré tout avec 12 buts pour sa première saison en Serie A avec un pourcentage de 81 % de tirs cadrés, le meilleur taux sur tous les joueurs de la saison ayant marqué plus de 10 buts au cours du championnat. 
La saison suivante, le joueur ne réussit pas aligner les mêmes prestations que l'année précédente à la suite de divers facteurs : problèmes physiques, incompréhensions tactiques avec l'entraîneur de l'époque Diego Lopez. Il conclut la saison avec 6 buts en 30 matchs de championnat.  
Pour la saison suivante, Marco retrouve son ancien entraîneur de Foggia, Zdenek Zeman. Le début de saison est prometteur avec 4 réalisations en 8 parties mais le 9 novembre, il sera contraint de quitter le terrain à la suite d'une blessure à l'adducteur au cours de la 11e journée de championnat. Il reviendra deux mois plus tard. À la fin de cette triste saison qui amènera la rétrogradation des sardes en Serie B, Marco finira meilleur buteur du club cette saison avec 9 réalisations pour 30 matchs. 
La saison 2015-2016 s'annonce bonne avec un Cagliari outsider qui ne compte pas rester en Serie B. Les débuts sont bons, 6 buts en 6 matchs mais encore une fois des problèmes physiques et blessures viennent entacher le tout. Le joueur finira encore une fois la saison avec 10 buts en ne jouant que la moitié de la saison.   

### Carrière internationale
Le 16 mai 2013, il est convoqué pour la première fois en équipe d'Italie par le sélectionneur Cesare Prandelli pour le match amical contre Saint-Marin. Lors de ce match, Marco Sau entre à la 49e minute de la rencontre, à la place de Giacomo Bonaventura (victoire 4-0).

## Palmarès
- 1 Championnat de Serie B 2015-2016 (Cagliari)